# Minuskel 100
Minuskel 100 (in der Nummerierung nach Gregory-Aland), ε 266 (von Soden) ist eine griechische Minuskelhandschrift des Neuen Testaments auf 374 Pergamentblättern (23,5 × 18 cm). Mittels Paläographie wurde das Manuskript auf das 10. Jahrhundert datiert. Es ist vollständig.

## Beschreibung
Die Handschrift enthält den Text des vier Evangelien. Er wurde einspaltig mit je 39–45 Zeilen geschrieben. Die Handschrift enthält den Eusebischen Listen, Listen der κεφαλαια, κεφαλαια, τιτλοι, Ammonianische Abschnitte, den Eusebischen Kanon, Lektionar-Markierungen, Bilder, und scholia.
Der Codex enthält Katenen an drei Bändern.
Synaxarion, Menologion, und αναγνωσεις wurden durch eine spätere Hand hinzugefügt.

## Text
Der griechische Text des Kodex repräsentiert den byzantinischen Texttyp. Kurt Aland ordnete ihn in Kategorie V ein.

## Geschichte
Die Handschrift gehörte einmal Paul von Eibiswald. Sie gehörte Johannes Pannonius Bischof in Pécs. Sie wurde 1860 in Pest durch Samuel Markfi editiert.
Der Kodex befindet sich in der Loránd-Eötvös-Universität in Budapest (Cod. Gr. 1).